# 롱보드 (스케이트보드)

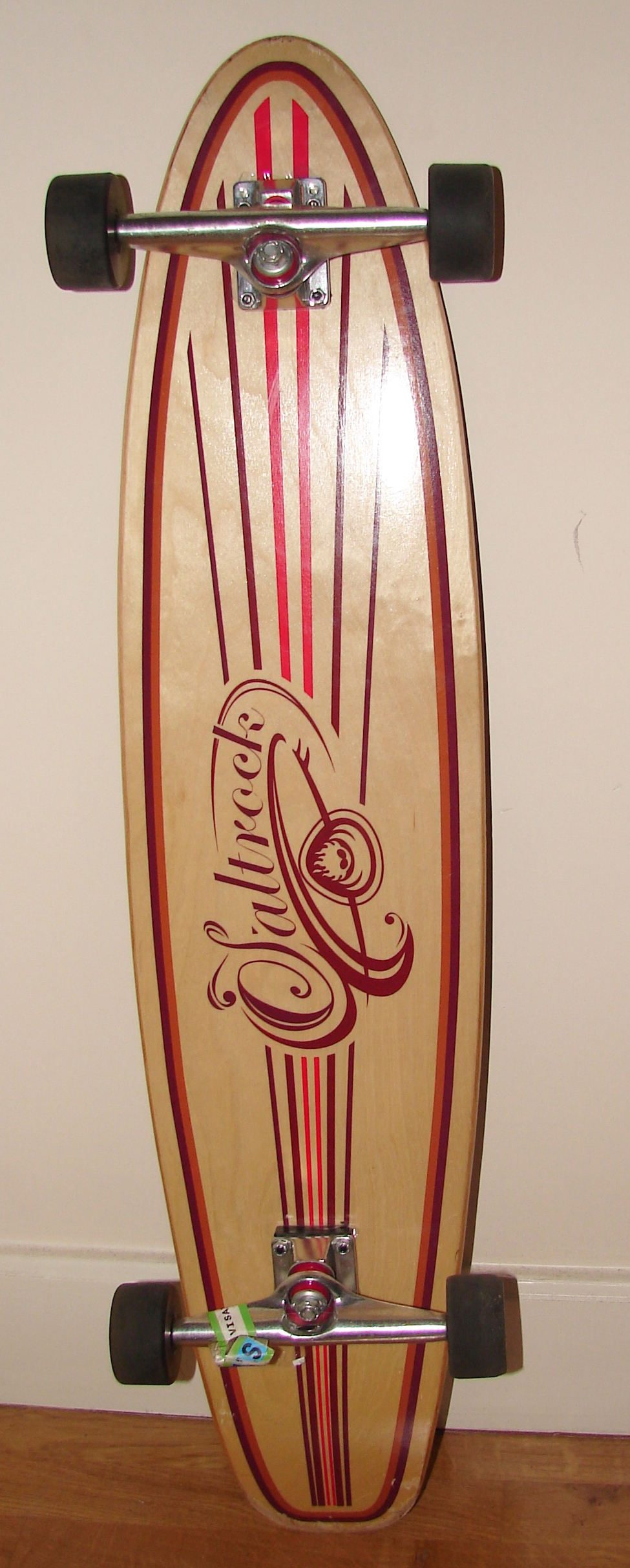
롱보드

롱보드 (longboard)는 스케이트보드의 일종으로, 긴 보드이다. 1940년 후반부터 하와이의 서퍼들이 지상에서도 서핑의 느낌을 표현하는 시도가 생겨나면서 스케이트보드가 탄생했으며, 1959년 하와이에서 태초 판매용 스케이트보드가 탄생한 것으로 알려져있다. 연도를 거듭하면서 길이가 짧고 좁은 트릭을 위한 스케이트보드와 길고 넓은 부드러운 주행을 위한 롱보드로 나뉘었다.
스케이트보드와 같이 초기에는 휠의 재질이 유리섬유재질로 내구도가 약해 안전위험이 발생했다. 하지만 1973년에 캐딜락 휠즈에서 처음 우레탄 재질의 휠이 출시되면서안전및 주행의 불편함이 해결되었고, 이후 미국 전역에서 반항적인 라이프스타일로서 선풍적인 인기를 끌게 되었다.
화려한 묘기가 매력적인 익스트림 스케이트보딩은 토니호크 등의 유명 스케이트보더들의 탄생으로 대중화를 이루었지만, 스케이트보딩에 묻혀 빛을 보지못하고 있던 롱보딩은 기존 롱보드 세대들이 멈추지 않고 지속적인 세대를 만들어가며 롱보드를 알리는데 매진했다. 그리고 1990년에 스노우보드 쪽에서 피드백이 나타나면서 조금씩 부활하기 시작했고, 눈이 오지 않는 시기, 눈이 없는 지역의 스노우보더들이 롱보드로 전환되면서 롱보드는 새로운 전성기를 맞이했다.

## 종류
보통 롱보드는 라이딩 스타일에 따라 데크의 모양이 조금씩 달라진다. 많은 롱보드 매니아들이 각 쓰임새에 맞는 보드들을 소유하고 있다.
- 크루징 (Cruising): 롱보드의 가장 기본적인 능력이며 중요한 능력이다. 가장 기본적인 성능에 초점을 맞춘만큼 설계가 단순해 가격이 동일 브랜드대비 저렴하다. 대표적인 형태로는 물방울 형태를 하고있는 핀테일과 높이가 낮은 드랍스루 롱보드를 크루징용 롱보드로 선택한다.

- 댄싱 (Dancing): 보통 크루징에서 벗어나 가장 먼저 도전해보는 영역이다. 댄스(댄싱)이란 단순히 보드를 타는 행위에서 벗어나 데크 위에서 춤을 추듯 스텝을 밟아가며 크루징을 하는 모습이 마치 춤을 추는거와 같다하여 댄싱라고 부르기 시작했다. 또한 이러한 동작 자체가 예쁘다. 스텝의 종류에는 피터팬, 180, 360, 크로스 스탭 같은 것들을 꼽을 수 있다. 모든 롱보드로 즐길 수 있는 가벼운 라이딩 스타일로, 보드위에서 발걸음을 움직여야하기 때문에 자신이 두 세걸음 정도 걸을 수 있는 길이로 제작된 롱보드를 선택한다. 데크의 형태는 대체적으로 킥(보드를 찰 수 있는 데크의 양 끝쪽)이 없는 것이 일반적이며 크루징용과 프리스타일용 롱보드를 주로 사용한다.

- 프리스타일 (Freestyle): 보드위에 두발을 올려놓고 단순히 타는 것을 넘어, 보드를 공중으로 띄웠다 다시 타는 등 화려한 묘기를 펼치는 라이딩 스타일을 "프리스타일"이라고 부른다. 스케이트보드에서 즐기는 묘기와 비슷하나, 롱보드만의 묵직한 맛이 있어, 많은 사람들의 사랑을 받고 있다. 데크의 형태는 보드에 킥(보드를 찰 수 있는 데크의 끝)이 양쪽 혹은 한쪽에 있는 것을 사용한다.

- 테크니컬 슬라이드 (TechnicalSlide): 테크니컬 슬라이드는 줄여서 주로 '텍슬'이라고 부른다. 스케이트보드와 롱보드의 하이브리드스타일로 양쪽끝이 올라간 스케이트보드 쉐입을 가진 33"~45"사이의 보드를 사용한다. 트럭은 TKP,RKP 모두 사용하며 휠은 55mm~65mm사이의 하드휠 또는 소프트휠을 사용한다. 세팅은 라이딩 스타일에 따라 유연하게 바꿔서 사용한다. 스케이트보드의 노즈와 킥을 이용하여 파크,풀, 배수로등이나 스케잇 트릭을 하며, 내리막에서 속도를 내며 슬라이드등의 프리라이딩도 즐길 수 있다. 화려한 테크닉과 라이딩을 좋아하는 미국, 브라질, 코스타리카 등 남미쪽 라이더들이 즐긴다. 텍슬의 황제 Sergio Yuppie 와 Gravity Skateboards의 Brad edward, Thiago Bomba, Phranklyn등이 유명하다.

- 다운힐 (Downhill)과 프리라이딩(free riding): 두 가지 모두 경사가 있는 내리막 길에서 타는 것이지만 미묘하게 다르다. 다운힐은 경사길을 가장 빠르게 가기 위해 턱(Tuck) 자세를 통해 공기 저항을 최대한 줄이고 프리드리프트(프리라이드)를 이용하여 내려가는 것이고 프리라이딩은 경사길을 내려가되 스탠드 업 슬라이드를 기본으로 하며 슬라이드, 스위치, 스테일피쉬 슬라이드, 슬라이드 셔빗 등 다양한 슬라이딩과 트릭을 섞어 가며 내려가는 것을 뜻 한다. 다운힐에서는 극한의 스피드를 견뎌낼 때 오는 짜릿함을 느낄 수 있고 프리라이드는 슬라이딩을 통해 짜릿함을 얻는다. 다운힐과 프리라이딩 모두 도로에서 타야하기 때문에 위험을 감수해야 한다. 단 사고를 방지하기 위해 다운힐러들이 지키는 '내려가는 차선만 이용할 것(중앙선 침범하지 않기)', '차가 거의 다니지 않는 한적한 도로에서 탈 것' 등이 있으며 조그만 내려가도 상당히 위험하기 때문에 헬멧과 슬라이드 퍽 글러브는 필수로 착용해야 한다.

스케이트보드는 데크와 트럭이 소모품이라면 롱보드는 슬라이딩으로 인한 바퀴와 슬라이드 글러브에 달린 퍽이 소모품이다.
속도가 빨라 질수록 기존의 그립테이프로는 마찰을 감당 할 수 없어 더 거친 그립테이프를 사용하고 더 크고 소프트한 휠을 사용한다.

롱보드의 주 된 분야로써 스포츠와 문화로 존재한다. 프리라이딩의 경우 슬라이드 잼(Slide Jam)으로 축제를 즐기기도 하며 다운힐의 경우 IDF(International Downhill Federation)과 IGSA(International Gravity Sports Association) 두 개의 협회를 주축으로 한 세계 각지에서 다운힐 대회를 열고 점수를 통해 랭킹을 책정하기도 한다. 참고로 다운힐 대회를 하는 유명한 지역으로는 최고속도가 100~120km/h를 오가는 브라질의 Teutonia와 Maryhill이 있다. 그리고 대회에 참가하기 위해서는 머리 전체를 덮어주는 풀페이스 헬멧과 전신슈트가 있어야 한다.

다운힐과 프리라이딩용 데크는 평평한 크루징과 댄싱 데크와 다르게 다양한 컨케이브를 갖고 있다. 다운힐에서 가장 빠른 기록은 Micho Erban의 약 80 m/h(=130km/h)이다.ㅋ

## 롱보드 부품

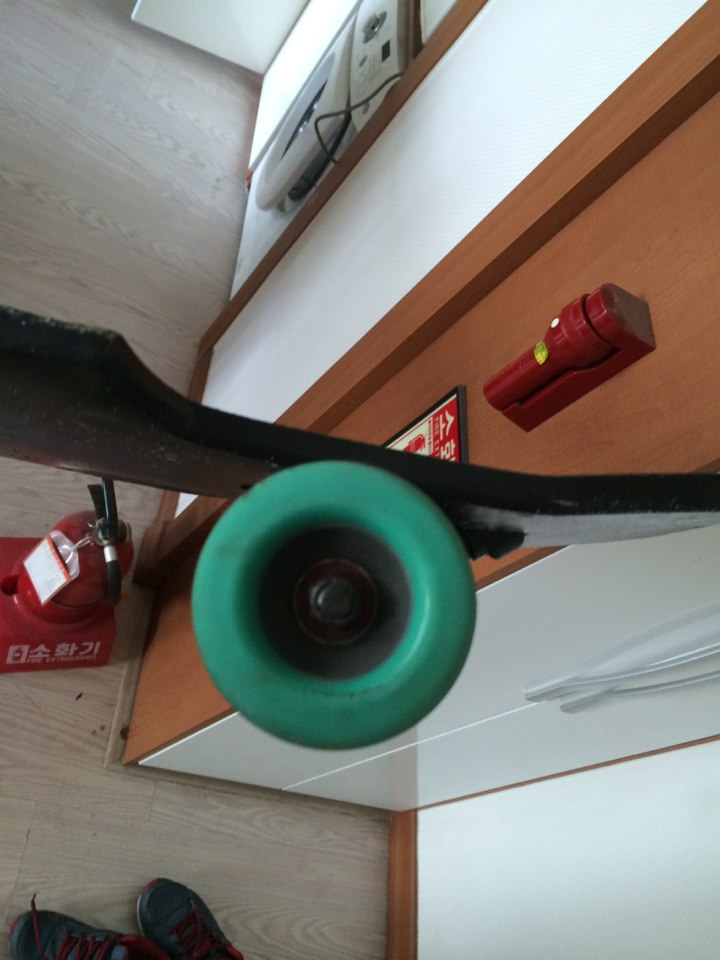
초록색이 휠

- 데크: 데크를 볼 때 컨케이브, 드랍여부, 플렉스, 킥의 유무 등으로 나누어 볼 수 있다.
  - 컨케이브: 데크의 휘어있는 형태를 말한다. 크루징과 댄싱에는 flat과 convex가 주로 사용되고 다운힐과 프리라이딩에는 아주 다양한 컨케이브들이 존재한다.
  - 드랍여부: 데크와 트럭이 연결되고 데크의 형태에 따라 탑마운트, 드랍스루, 드랍, 더블드랍 데크로 나뉜다.
    - 탑마운트와 드랍스루: 탑마운트는 데크 바로밑에 트럭이 붙어 있는 형태로 가장 높은 곳에 데크가 위치할 수 있는 형태이기 때문에 깊은 카빙(턴)이 가능하다. 많은 크루징, 댄싱, 다운힐, 프리라이딩 데크들이 사용하는 형태이기도 하다. 드랍스루는 트럭이 데크를 관통한 형태로 탑마운트보다는 약간 낮은 곳에 위치한다.
    - 드랍과 더블드랍: 드랍은 트럭은 탑마운트의 형태를 취하지만 데크가 트럭과 연결되는 바로 안쪽부분이 드랍 된 데크를 말하며 슬라이딩 시에 발이 바깥으로 빠져나가는 것을 잡아주는 효과에서 안정감을 느낄 수 있다. 더블드랍은 드랍스루와 드랍이 합쳐진 형태로 트럭이 데크를 관통하고 데크 안쪽부분이 드랍된 것을 말한다. 가장 낮은 고도를 갖는 데크이며 간혹 셋팅을 잘못하여 턴을 하게 되면 데크가 땅에 닿는경우도 발생한다. 드랍과 더블드랍모두 고도가 낮은편이라 장거리 크루징시에 탑마운트 데크에 비해 피로를 덜 느낄 수 있다.

  - 플렉스: 데크의 딱딱한 정도를 말하며 보통 딱딱한 데크는 단풍나무의 7~9겹인데 반해 3~4겹으로 만든다거나 대나무를 섞는 방법을 통해 사진에서처럼 소프트한 데크를 만들어 내기도 한다. 크루징과 댄싱 데크에서 이런 소프트한 데크를 사용하며 다운힐, 프리라이딩에는 하드한 데크를 사용한다.
    - 킥의 유무: 데크에서 트럭이 연결 된 바깥 부분을 길게 하여 킥을 만든다. 킥을 통해 메뉴얼이나 킥을 차는 것을 이용한 프리스타일 트릭을 할 수 있다.
- 하드웨어: 하드웨어란 데크와 트럭을 연결해주는 나사를 지칭한다.

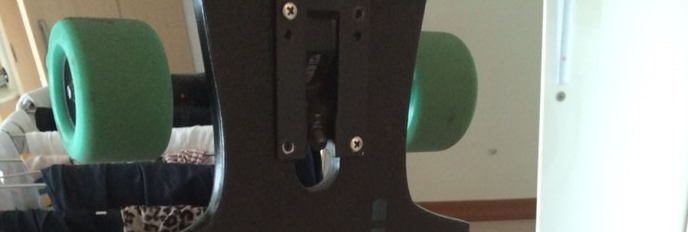
나사 두개가 하드웨어

- 휠: 코어와 우레탄 제질로 이루어진 흔히 말하는 ‘바퀴’이다. 이러한 바퀴는 용도, 그리고 제조사의 따라 천차만별의 성능과 특징을 갖고 있다. 구매를 결정 할 때 보통 경도와 크기 모양을 보고 결정한다. 이 때 경도가 낮을 수록 접지력이 좋기에 크루징을 할 때 상당히 안정감있고 만족스러운 라이딩을 보장한다. 하지만 경도가 높을 수록 슬라이딩의 유리한 점을 보이며, 트릭을 연습하는 사람으로서는 잘 튀어오르기 때문에 사용자의 목적에 따라 결정하는 것이 중요하다.
  - Rounded Edge: 지면과 닿는 면적이 적기 때문에 잘 미끄러지는 특징을 갖고 있다. 보통 슬라이드 유저들이 선호한다.
  - Square Lip Edge: 마찰력과 튀는 맛 즉 보드를 튀기는데 적합한 휠이다. 딱딱한 사각의 립형태의 휠로 이 보드는 다운힐용또는 트럭에 주로 사용된다.
  - Single Rounded Edge: 한면만 둥글게 처리를 한 휠로 슬라이드와 다운힐을 한번에 잡기 위해 고안된 휠이지만 마모가 빠르다는 단점이 있다.
- 베어링: 휠에 안쪽에 장착을 하는 부품으로 베어링 내부에는 쇠구슬들이 있어 그것들이 끊임없이 움직임을 통해 휠을 지속적으로 굴러가게 만들어주는 역할을 한다.
- 트럭: 사실상 보드에서 가장 중요한 부품으로 꼽힌다. 이것은 데크와 휠을 연결해주는 이음새 역할을 하는 부품이다. 이 부분만 바꿔준다면 전혀 새로운 보드를 타는 기분을 느낄 정도. 그렇기 때문에 보더들은 트럭에 대해 민감하다. 보통 선호하는 브랜드는 칼리버, 패리스, 베어등의 제품이 있다.
- 부싱: 부싱은 트럭에 장착하여 트럭 움직임을 결정하는 주요 부품이다. 부싱의 재료에 따라 리바운드성이 바뀌며, 모양에 따라 트럭의 움직임에 변화를 준다. 유명한 부싱 브랜드로는 Riptide(립타이드), 베놈(Venom) 등이 있다.

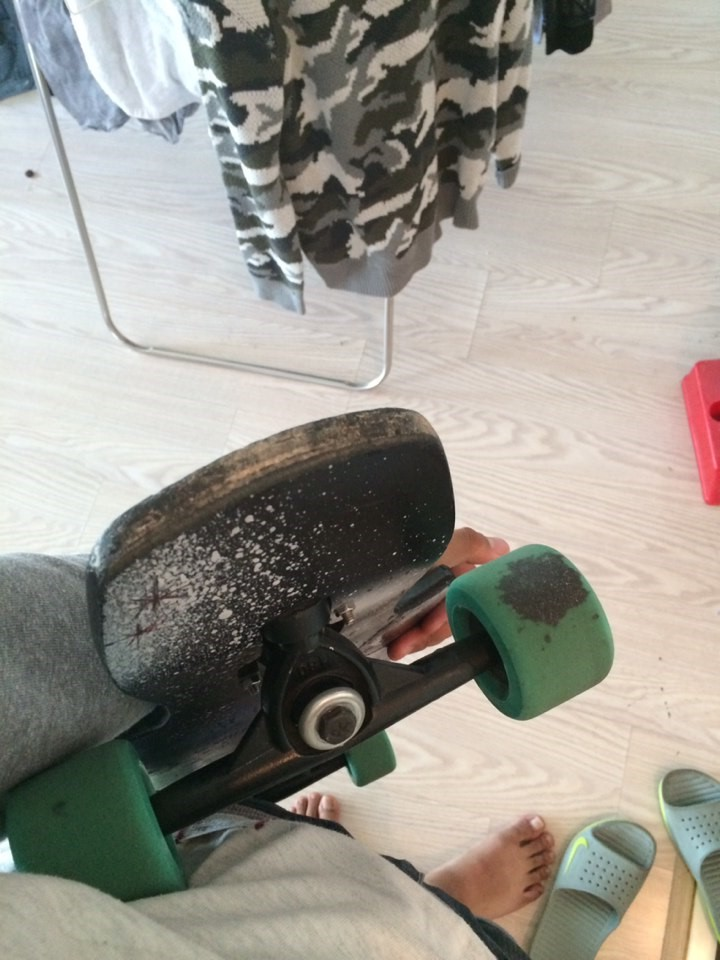
트럭

## 국내에 알려진 롱보드 브랜드
- 로디드 (Loaded): 2002년 캘리포니아에서 시작한 브랜드로, 댄싱/프리스타일에 전세계적인 움직임을 만든 Adam Colton (아담콜튼), Adam Stokowski (아담 스토코우스키) 형제가 Ambassador로 활동하였다. 대나무에서 주는 카빙시스템이 세계적으로 큰 인정을 받았다. 주력 모델은 캠버와 대나무에서 플렉스를 만드는 데크들이며, 그 외 댄싱/프리스타일 모델들이 있다. 로디드에서 운영하는 휠 브랜드로 오랑가탕(Orangatang)이 있다.

- 코즈모 (Cosmo): 대한민국의 롱보드 브랜드이다. 입문자가 접근하기 쉬운 가격대 성능을 갖춘것으로 알려져있다.

- 랜디야츠 (Landyachtz): 1997년 캐나다에서 설립 되었으며, 처음으로 Drop Thru, Droped 데크의 상용화에 성공한 브랜드이다. Evo 모델이 랜드야츠의 대표 모델이며, 가장 많은 다운힐 챔피언을 만든 단일 모델이기도 하다. 트럭, 휠 브랜드 또한 성공적으로, 트럭은 Bear Truck (베어트럭), 휠은 Hawgs (혹스)를 운영하고 있다

- 레인 (Rayne): 2004년 설립 된 캐나다 브랜드로 다운힐, 프리라이딩, 프리스타일, 크루징 등 모든 분야의 롱보드를 제작하며 세계적으로 손꼽히는 브랜드이다. 다른 브랜드와 다르게 다운힐, 프리라이딩에 대나무(bamboo)코어를 쓰는 브랜드로 유명하며, 대나무 코어에서 나오는 유연함은 무조건 딱딱한 보드가 좋다는 대중들의 인식을 크게 바꾸었다.

- 오리지널: 대표적인 롱보드 제조회사로 유명하다. 특히나 S트럭이라는 신기한 트럭을 사용하고 있다. 이 트럭의 특징은 굉장히 옆으로 잘 꺾인다는 특징을 갖고있다. 또한 이러한 트럭은 크루저보드에도 적용되어 '데린저 보드'라는 보드를 생산하고 있다.(매우 독특해서 매니아 사이에서 수요가 꽤나 있다.)

- 케프리(Khepri): 2012년에 설립되어 활동중인 브랜드로 롤보드, 스케이트보드를 제작하는 브랜드이다. 주로 활동하는 국가는 러시아이며 국내에 알려지기 시작한건 2019년부터이다. 카본파이버, 파이버글라스, 물푸레나무, 대나무, 단풍나무를 사용해 데크를 제작하며, 마그네슘 트럭 등 다양한 파츠도 제작하여 국내에 알려지기 시작했다.

## 같이 보기
- 스케이트보드 (장비)
- 스네이크보드
- 마운틴보딩